# Ólafur Jóhannesson
Ólafur Jóhanesson (1º marzo 1913 – 20 maggio 1984) è stato un politico islandese, due volte Primo ministro d'Islanda.
Membro del Partito Progressista, è stato Primo Ministro dal luglio 1971 all'agosto 1974 e dal settembre 1978 all'ottobre 1979. Di questi, egli ne fu il quindicesimo, per il partito progressista islandese, in due occasioni. Di questo partito fu presidente durante gli anni ottanta.

## Carriera
Ólafur frequentò l'Akureyri Junior College (matricolato 1935), e studiò legge all'Università d'Islanda. Studiò anche in Danimarca e Svezia e lavorò come avvocato prima di tornare all'accademia, diventò letterato e professore all'Istituto di Legge nel 1947–78.